# Blues (álbum de Eric Clapton)
Blues es un doble álbum recopilatorio de blues del músico y compositor británico Eric Clapton lanzado en 1999. Contiene canciones de los álbumes de los años 1970 lanzados por RSO, además de algunas pistas inéditas de esa misma época. El segundo disco contiene grabaciones en directo.

## Lista de canciones

### Disco 1
1. "Before You Accuse Me (Take a Look at Yourself)" (Bo Diddley) – 4:39
Descarte del álbum Backless
2. "Mean Old World" (Walter Jacobs) – 3:50
Descarte del álbum Layla and Other Assorted Love Songs con Duane Allman
3. "Ain't That Lovin' You" (Jimmy Reed) – 5:26
4. "The Sky Is Crying" (Elmore James) – 3:58
5. "Cryin'" (Eric Clapton) – 2:52
6. "Have You Ever Loved a Woman" (Billy Myles) – 6:51
7. "Alberta" (Traditional) – 2:40
Descarte del álbum Slowhand
8. "Early in the Morning" (Traditional) – 7:55
9. "Give Me Strength" (Clapton) – 2:51
10. "Meet Me (Down at the Bottom)" (Willie Dixon) – 7:04
Descarte del álbum 461 Ocean Boulevard
11. "County Jail Blues" (Alfred Fields) – 3:56
12. "Floating Bridge" (Sleepy John Estes) – 6:33
13. "Blow Wind Blow" (Muddy Waters) – 2:59
14. "To Make Somebody Happy" (Clapton) – 5:11)
15. "Before You Accuse Me (Take a Look at Yourself)" (McDaniel) – 4:39 
Descarte del álbum Backless

### Disco 2
1. "Stormy Monday" (T-Bone Walker) – 12:49
2. "Worried Life Blues" (Big Maceo Merriweather) – 5:57
3. "Early in the Morning" (Tradicional) – 7:11
4. "Have You Ever Loved a Woman" (Billy Myles) – 7:47
5. "Wonderful Tonight" (Clapton/Michael Kamen) – 6:23
6. "Kind Hearted Woman" (Robert Johnson) – 5:11
7. "Double Trouble" (Otis Rush) – 8:02
8. "Driftin' Blues" (Charles Brown/Johnny Moore/Eddie Williams) – 6:57
9. "Crossroads" (Robert Johnson) – 5:49
10. "Further on up the Road" (Joe Medwich-veasey/Don Robey) – 8:38
Inédito

### Disco extra (incluido en algunas de las primeras ediciones)
1. "Blues In A" (Clapton) – 10:25
Descarte del álbum Eric Clapton
2. "Eric After Hours Blues" (Clapton) – 4:20
Descarte del álbum 461 Ocean Boulevard
3. "B Minor Jam" (Clapton) – 7:10
Descarte del álbum 461 Ocean Boulevard
4. "Blues" (Clapton) – 2:59
Descarte del álbum No Reason To Cry